# Palau de les Arts Reina Sofia

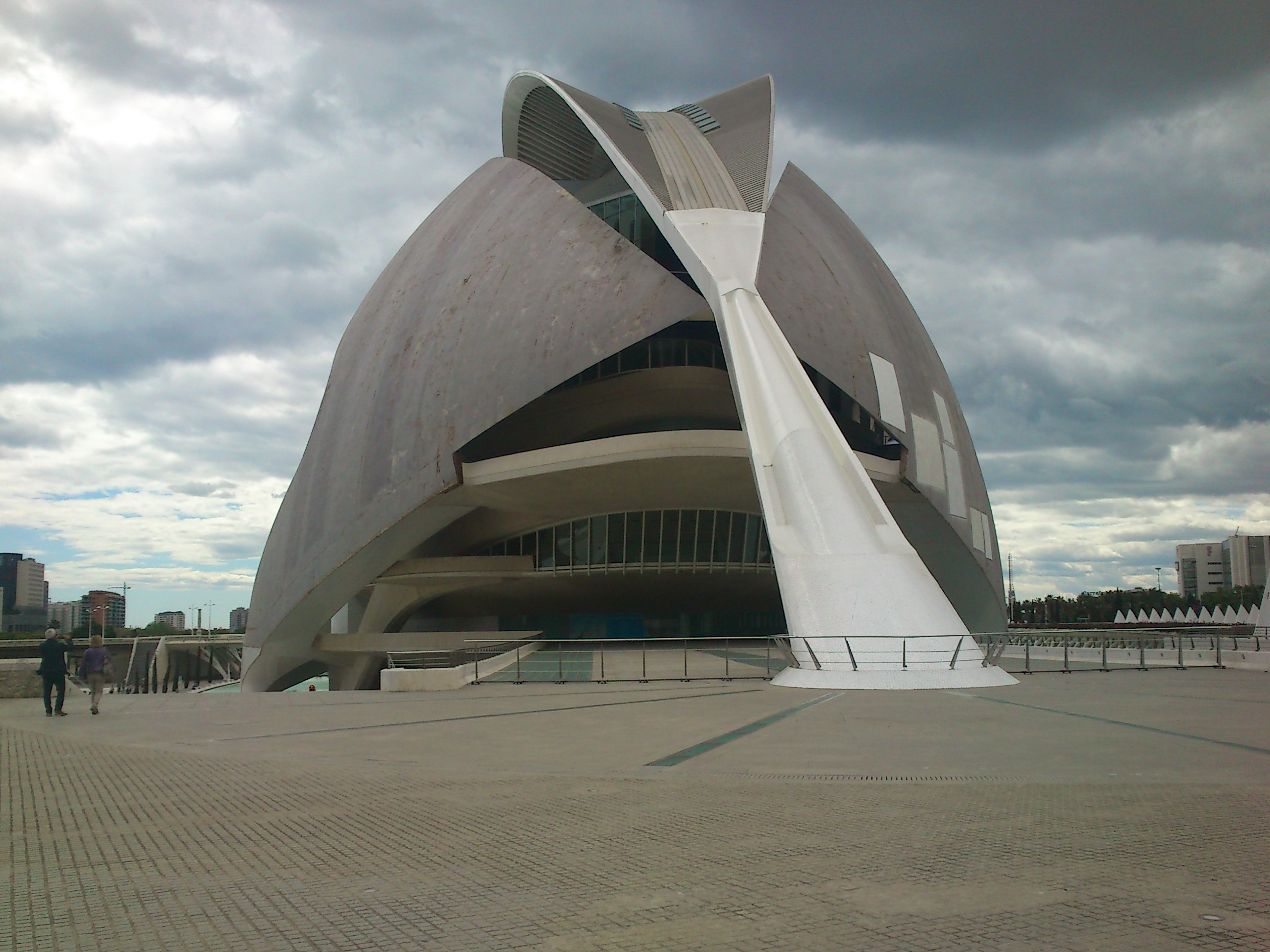
L'edifici amb l'aspecte actual, després de la retirada o caiguda de gairebé tota la coberta.

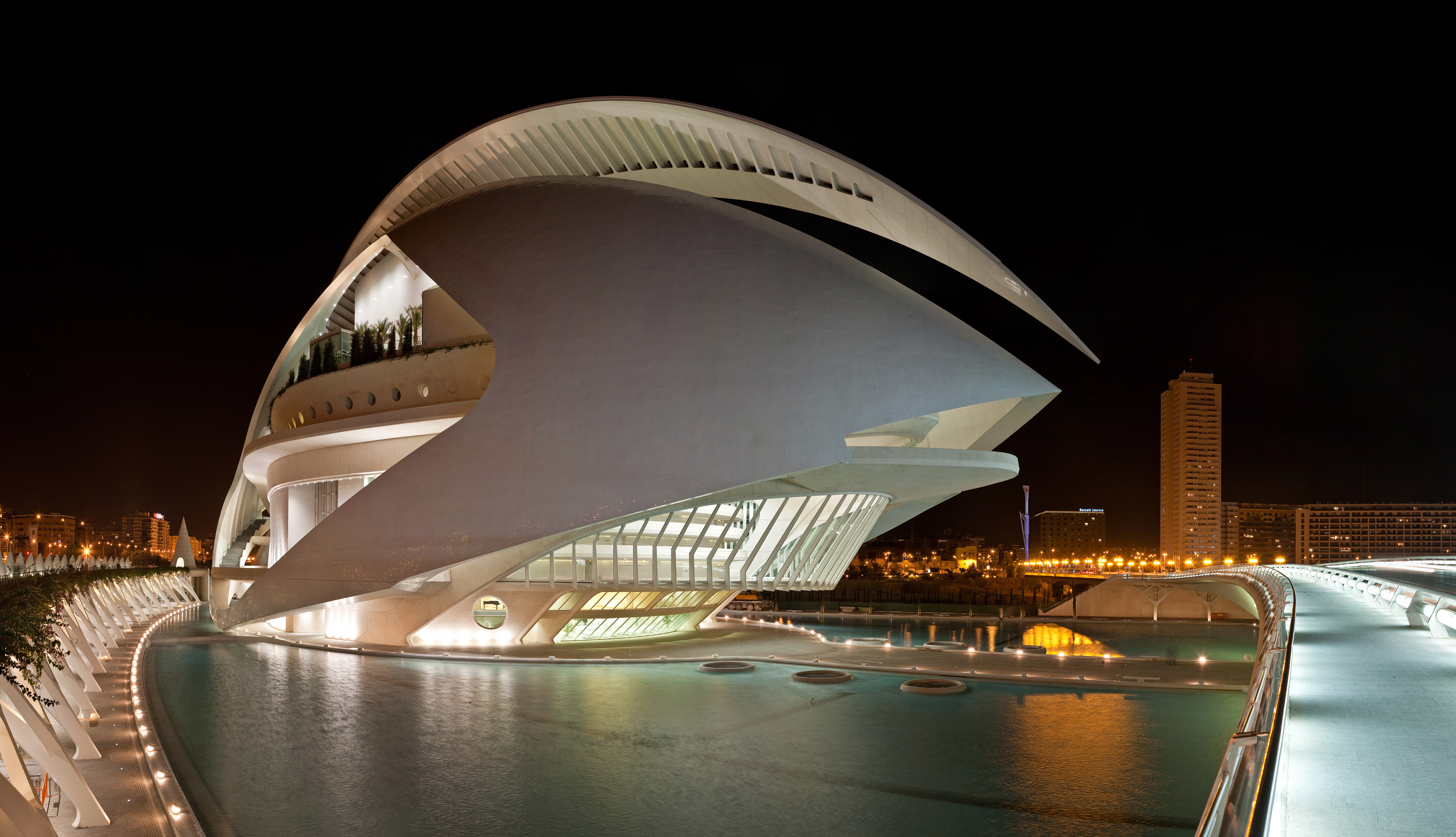
Palau de les Arts

El Palau de les Arts, també conegut com a Palau de les Arts Reina Sofia, és el teatre de l'òpera de València i seu de l'Orquestra de la Comunitat Valenciana. Presenta una programació estable principalment d'òpera, però també de dansa, teatre, música i cicles d'exposicions, conferències i mostres relacionats amb les arts líriques i escèniques.

## Història organitzativa
La seva intendent Helga Schmidt ha estat acusada de cobrar comissions irregulars. El 2015 Davide Livermore passà a ser el nou director artístic (o intendent) substituint-la.
Quan la Conselleria de Cultura va aprovar nous estatuts del recinte operístic per a resoldre i previndre les irregularitats detectades segons un informe de la intervenció de la Generalitat Valenciana, el 2017, Davide Livermore va reaccionar dimitint argumentant que "una institució artística com Les Arts no pot gestionar-se com una empresa pública". En conseqüència Fabio Biondi, un dels dos directors musicals del Palau, dimití l'abril de 2018.

## Edifici
El Palau de les Arts és un dels edificis del complex artístic i cultural Ciutat de les Arts i de les Ciències de València. És un teatre d'òpera destacable quant a volumetria i estructura, construït per l'arquitecte valencià Santiago Calatrava amb una doble intenció: la de construir un auditori i la de fer d'aquest edifici un símbol paisatgístic amb caràcter monumental per a València. Es va inaugurar el 8 d'octubre de 2006 amb un concert, i s'utilitza principalment per a representacions d'òpera i dansa i concerts de música.

### Sales

#### Sala principal
Té una capacitat per a 1.412 places distribuïdes entre pati i quatre nivells de llotges, concebut fonamentalment per a representacions d'òpera.
Disposa d'una plataforma hidràulica i d'unes instal·lacions que permeten la representació alternativa de dues òperes, reduint el temps necessari entre la programació de diferents títols. La boca té una amplària de 17 metres, una profunditat de 20 metres i una alçària de 36 metres.
La fossa de l'orquestra és de 166 metres quadrats (la segona més gran del món després de la Bastille). Els primers mesos de la seua existència van presentar-s'hi alguns problemes, el primer dels quals fou l'avaria de la plataforma principal de l'escenari que va acabar desplomant-se amb l'escenografia de l'òpera Don Giovanni al desembre de 2006. Açò va obligar a suspendre l'última representació de l'òpera La Bohème, totes les de La Belle et la Bête, a més d'haver de replantejar la temporada inaugural al complet. Al novembre del 2007 va patir un parell d'inundacions que van suposar una nova paralització de la plataforma escènica, ja que, a pesar que l'avaria de l'any anterior estava reparada, els quasi 2 metres d'aigua que van entrar en la caixa escènica van avariar per complet les màquines i l'electrònica del complex sistema escènic, amb el consegüent desgavell en la programació de la segona temporada operística, retard de l'estrena de Carmen i suspensió de l'òpera 1984.

#### Aula Magistral
Té una capacitat per a 400 persones. Sala destinada a conferències i concerts de cambra.

#### Auditori
Amb una capacitat per a 1.490 espectadors. Cedida oficialment a la fundació que gestiona el recinte en la temporada 2007-2008, es tracta d'un espectacular recinte per a multitud d'esdeveniments. Des de concerts de música clàssica fins a mítins polítics. Des de la seua inauguració també pateix greus problemes d'aïllament acústic que provoquen que el soroll exterior traspasse considerablement la coberta de l'edifici i siga audible durant les representacions.

#### Teatre Martin i Soler
En un edifici adjacent al Palau i independent d'aquest, i una capacitat per a 400 persones. Rep el seu nom del famós compositor valencià i és una sala destinada a teatre experimental, representacions d'obres poc conegudes i a espai de perfeccionament.

## Orquestra i organització
L'administració de l'entitat està en mans d'un gerent; l'actual, des de la inauguració és Helga Schmidt, que entre 1973 i 1981 havia dirigit la Royal Opera House de Londres. Schmidt ha contractat alguns grans noms com a personal estable del Palau: Zubin Mehta és el director d'un festival anual de música i òpera, el Festival del Mediterrani, iniciat el 2007. Lorin Maazel ha estat el director musical fins al final de la temporada 2007-2008. Plácido Domingo ha portat el concurs de cant Operalia, que ell promou, l'octubre de 2007.
L'orquestra resident és l'Orquestra de la Comunitat Valenciana, creada amb el teatre el 2006 i que en poc temps ha assolit un remarcable nivell de qualitat. Els directors titulars n'han estat els esmentats Maazel i Mehta.

## Història artística
El teatre es va inaugurar el 8 d'octubre de 2006 amb un concert de l'orquestra titular del teatre i l'Orquestra de València. S'hi interpretaren: l'obertura de L'isola del piacere de Martín i Soler, dos fragments del Capritx espanyol de Nikolai Rimski-Kórsakov, l'estrena de Rapsòdia sobre temes valencians d'Andrés Valero, la suite de L'ocell de foc d'Igor Stravinski i la Simfonia fantàstica d'Héctor Berlioz.
La primera òpera va donar-se el 28 d'octubre de 2006 i va ser Fidelio de Ludwig van Beethoven, dirigida per Lorin Maazel.
Habitualment, cada temporada s'hi fan unes set o vuit òperes, una sarsuela i diversos recitals vocals, com també concerts amb l'orquestra i el cor i concerts de cambra. A més, s'hi fan activitats relacionades, com conferències, concerts temàtics relacionats amb les obres representades i concerts i activitats per a nens.
Els solistes que hi han actuat compten entre els de més renom: Plácido Domingo, Christopher Ventris, Vittorio Grigolo, Maria Guleghina, Cristina Gallardo-Domás.
Durant la temporada 2006/2007 va començar a programar-se la primera de les quatre òperes de L'anell del nibelung de Richard Wagner, amb una escenografia i direcció escènica de La Fura dels Baus. El juny de 2009, durant el Festival del Mediterrani, es farà per primer cop el cicle complet de les quatre òperes seguides.

### Estrenes absolutes d'obres musicals
- 2006 Rapsòdia sobre temes valencians, obra simfònica d'Andrés Valero (8 d'octubre, en el concert inaugural)
- 2014 Maror, òpera de Manuel Palau, amb llibret de Xavier Casp, escrita en 1956 (24 d'abril, estrena representada; en 2002 s'havia estrenat en versió de concert al Palau de la Música de València)

### Estrenes a Espanya d'obres musicals
En la seva breu història, el Palau de les Arts ha intentat renovar el repertori, tot estrenant obres que encara no s'havien fet mai a Espanya. Entre elles (si no s'indica una altra cosa, són òperes; entre parèntesis i a continuació del títol, data de l'estrena absoluta de l'obra):
- 2006 L'isola dal piacere (1795, Londres) de V. Martín i Soler (14 de novembre)
- 2007 Cyrano de Bergerac (1936, Roma) de Franco Alfano
- 2007 Dobře placená procházka (Un passeig ben pagat) (1965, Praga), "opera-jazz" de Jiří Šlitr i Jiří Suchý (16 de maig)
- 2008 La belle et la bête (1994), "opera-film" de Philip Glass (3 de gener)
- 2008 Esposalles al monestir (1946, Sant Petersburg) de Sergei Prokofiev (26 de gener)
- 2008 Le dernier jour d'un condamné (2007, París) de David Alagna (12 de febrer)
- 2008 Orlando (1733, Londres) de Georg Friedrich Haendel (16 de febrer)
- 2008 Philistaei a Jonatha dispersi (1774, Venècia), oratori de V. Martín i Soler (4 de juny, a la Sala Martín i Soler)
- 2009 Les Troyens, òpera d'Hector Berlioz (31 d'octubre).
- 2011 1984 (2005, Londres), òpera de Lorin Maazel (23 de febrer)
- 2013 La incoronazione di Dario (1717, Venècia), òpera d'Antonio Vivaldi (14 de desembre)
- 2015 Narciso (1720, Londres), òpera de Domenico Scarlatti (22 de maig)

## Galeria

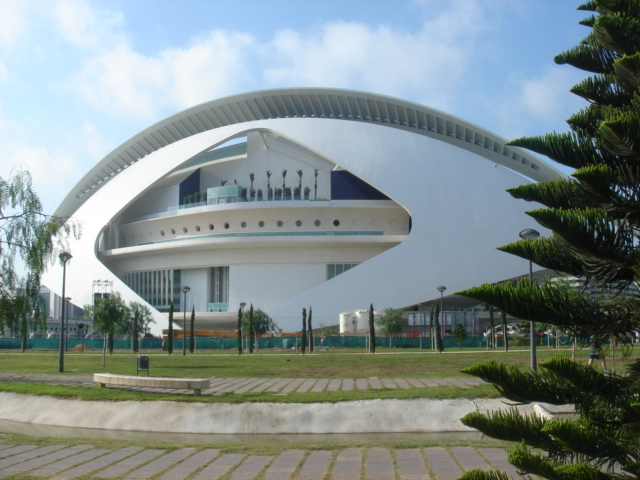
Palau de les Arts. Lateral
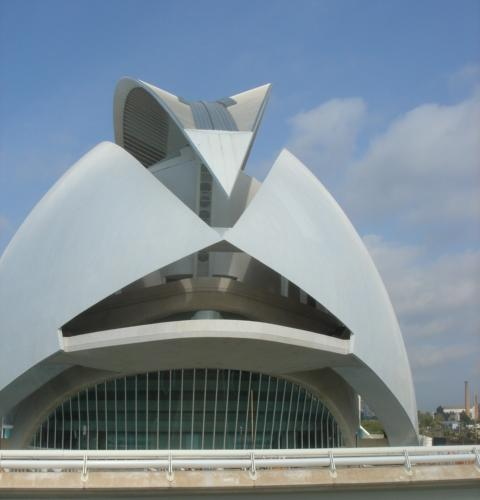
Palau de les Arts. Del darrere
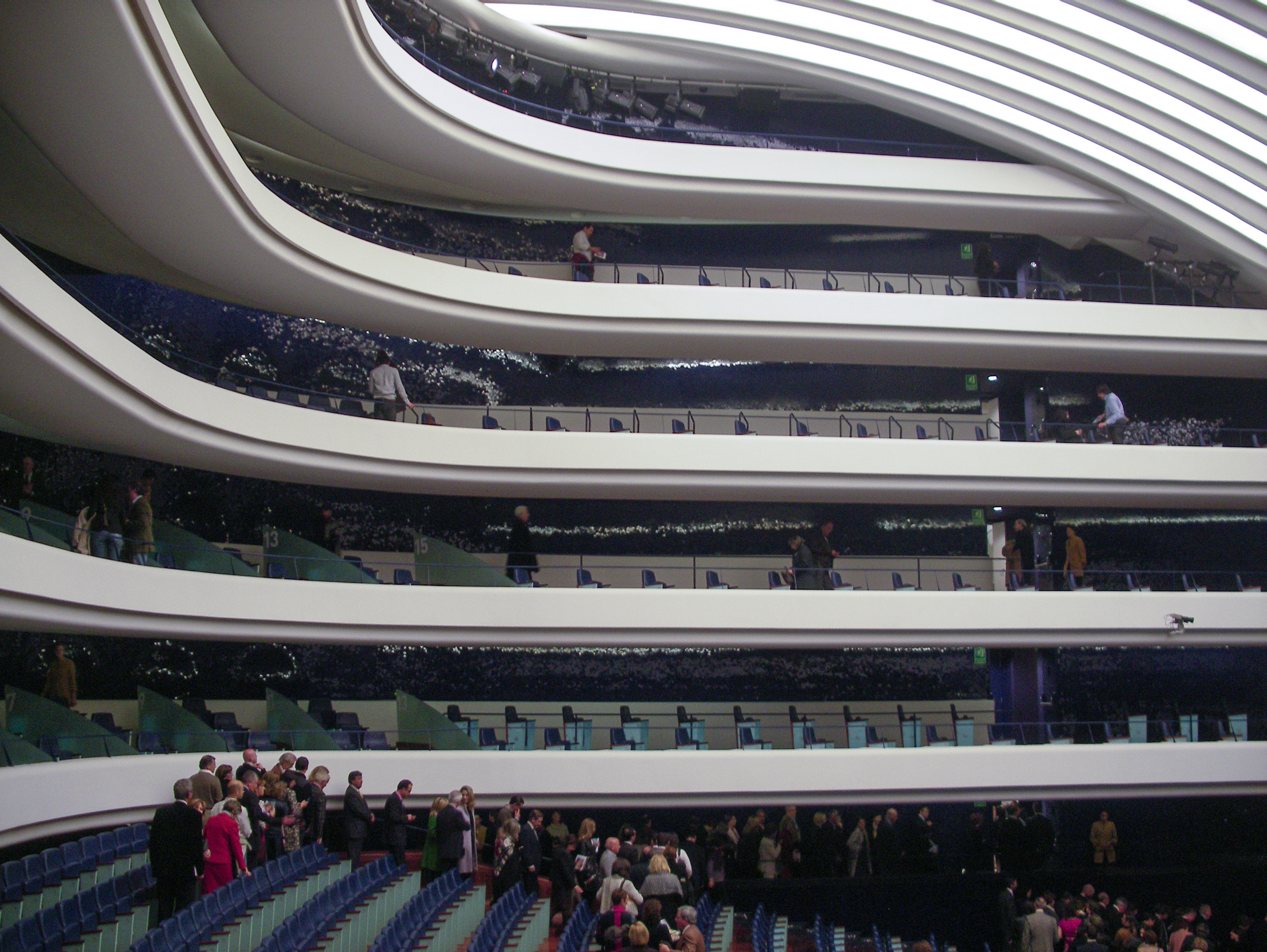
Sala principal del Palau de les Arts: platea i pisos de butaques.
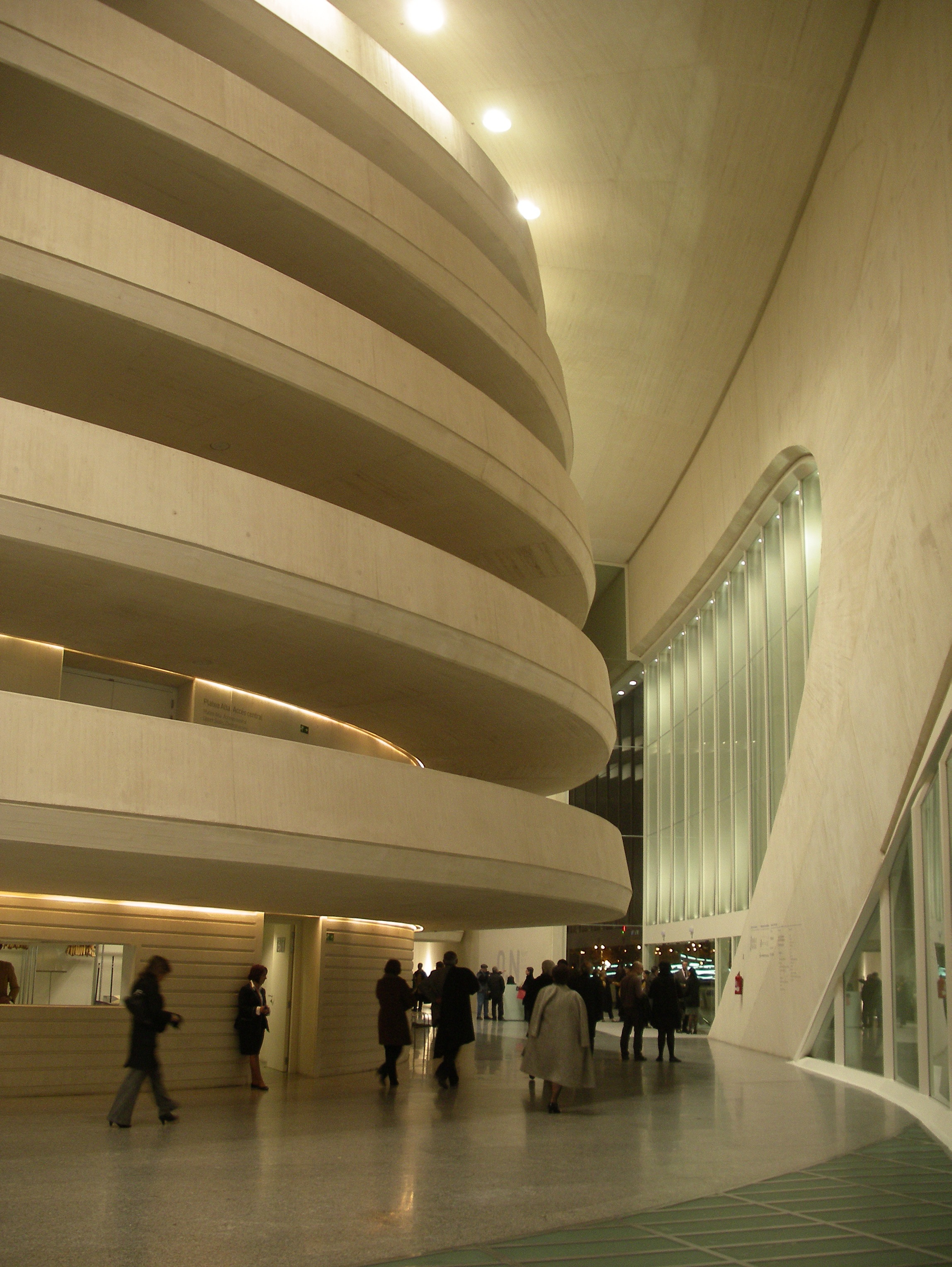
Vestíbul de la sala principal del Palau de les Arts, amb vistes a la Ciutat de les Arts.
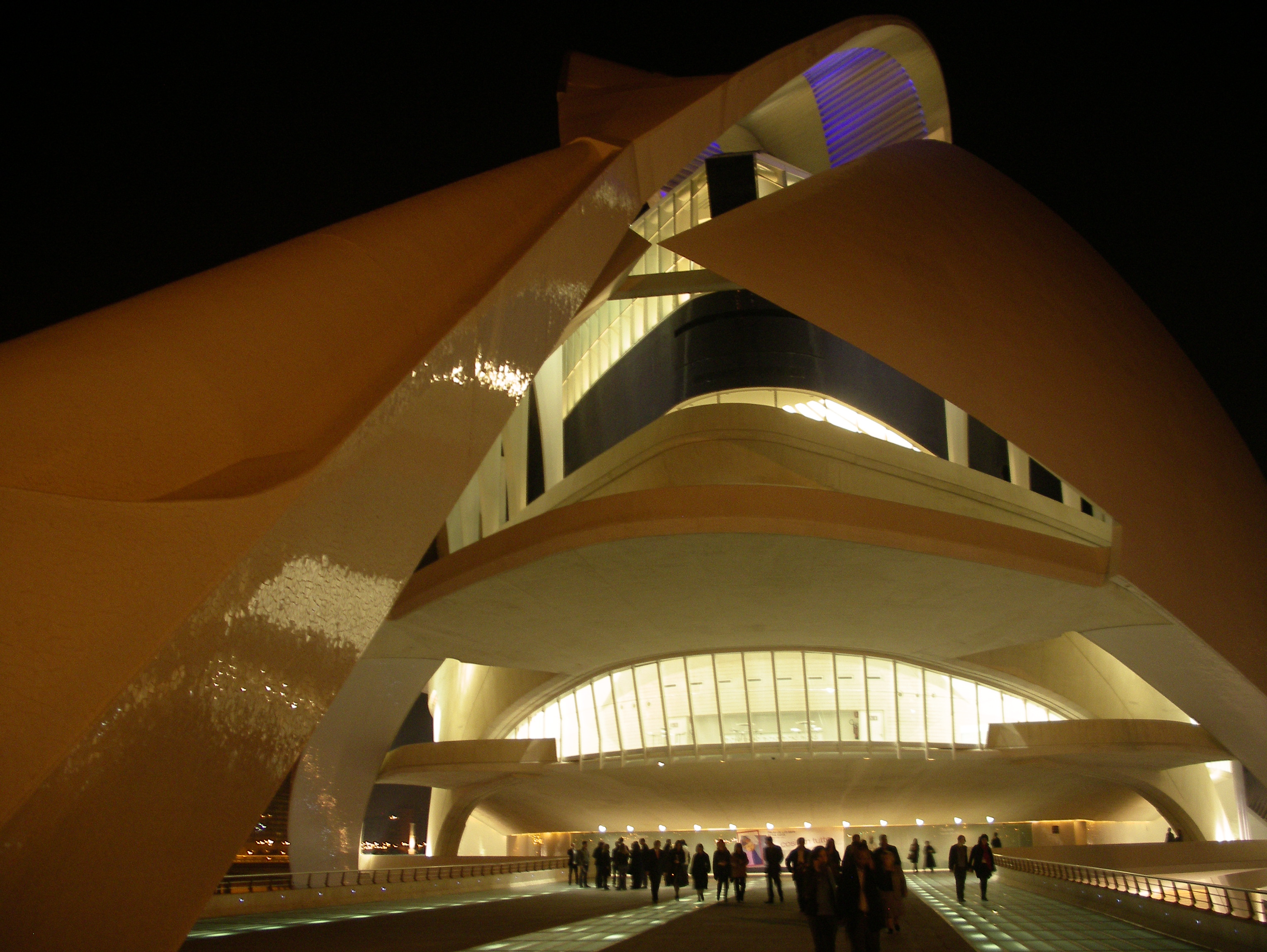
Entrada al Palau de les Arts
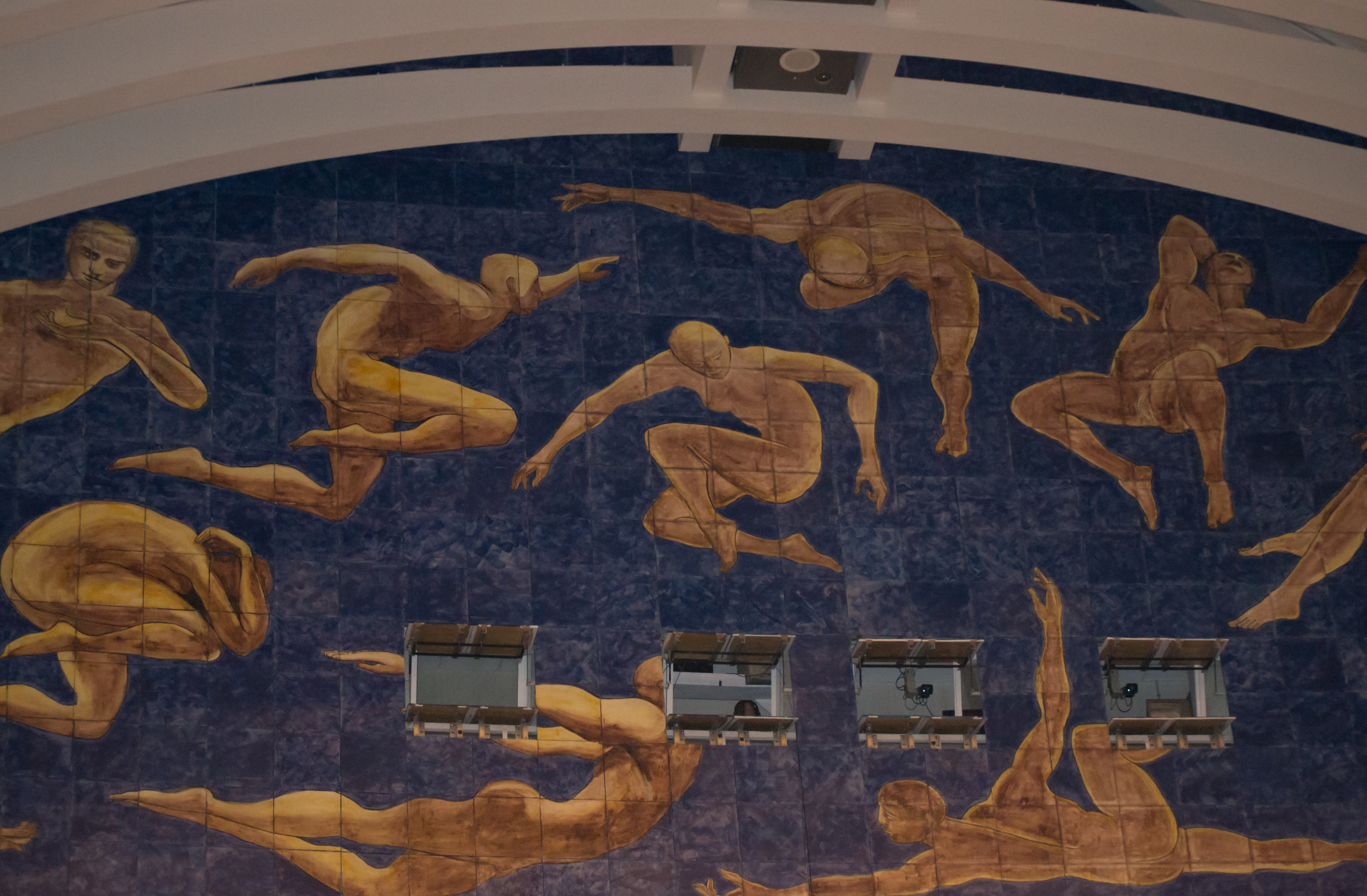
Detall de la decoració de l'Auditori
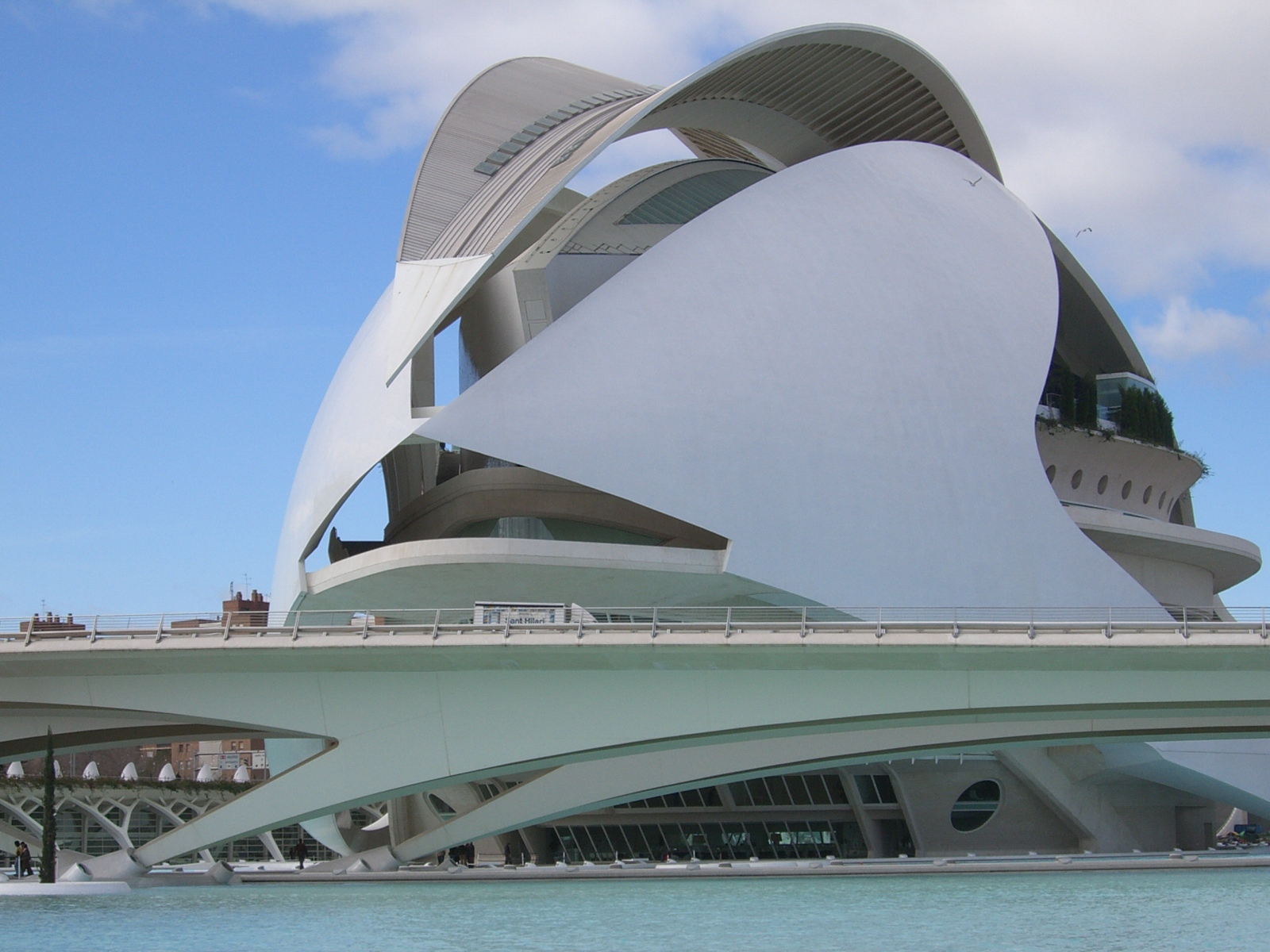
Palau de les Arts, part posterior